# مغاره (ایدیل)
مغاره (به ترکی استانبولی: Mağara، به کردی: Kiwex) یک منطقهٔ مسکونی در ترکیه است که در ایدیل واقع شده‌است.